# Tajuria nela
Tajuria nela är en fjärilsart som beskrevs av Swinhoe 1896. Tajuria nela ingår i släktet Tajuria och familjen juvelvingar. Inga underarter finns listade i Catalogue of Life.